# Tautog
Conhecido como tautog, tautoga, bodião-do-norte, labro-americano ou bodião-canadense (Tautoga onitis), é uma espécie de bodião que habita águas subtropicais do norte do Atlântico Ocidental.  É a única espécie de bodião que pertence ao gênero Tautoga, durante a sua descoberta foi confundido com o gênero Labrus.
Tautoga vem do plural da palavra taut, importada por Roger William da língua narragansett.

## Descrição
O tautog é uma espécie de bodião que pode ser encontrado nas profundidades entre 1 - 75 m. Possui um corpo alongado com coloração marrom. O tautog pode ser frequentemente confundido com o Tautogolabrus adspersus, que ocorre no mesmo habitat.

## Biologia
Podendo ser encontrado habitando fundos rochosos marinhos, o tautog também pode chegar á habitar água salobra. O macho adulto é territorial e ativo durante o dia, quando está escurecendo, eles se escondem em fendas de rochas. Preferem temperaturas acima de 10 ° C.  A desova foi observada em junho e julho nas águas canadenses.
Se alimentam de mexilhões, gastrópodes, outros moluscos e crustáceos.

## Distribuição
São encontrados no norte do Atlântico Ocidental, leste de Halifax na Nova Escócia, Canadá à Carolina do Sul nos EUA, mais abundante entre Cape Cod e a baía de Delaware.